# Русешти (Хунедоара)
Русешти (рум. Rusești) насеље је у Румунији у округу Хунедоара у општини Булзештиј де Сус. Oпштина се налази на надморској висини од 757 m.

## Становништво
Према подацима из 2002. године у насељу је живело 21 становника, од којих су сви румунске националности.